# Rachael Fara
Rachael Elizabeth Fara (Naperville, 11 maggio 1997) è una pallavolista statunitense, nel ruolo di centrale.

## Carriera

### Club
La carriera di Rachael Fara inizia nei tornei scolastici dell'Illinois, giocando con la Benet Academy, mentre si disimpegna anche a livello giovanile con lo Sports Performance. In seguito gioca a livello universitario in NCAA Division I: dopo un triennio alla Northwestern (2015-2017), si trasferisce prima alla Dayton, dove gioca nel 2019, e poi alla Colorado, nel 2020 (con il torneo che si è svolto nel 2021 a causa della pandemia di COVID-19 negli Stati Uniti d'America.
Diventa professionista nel corso della stagione 2021-22, partecipando con l'Erfurt alla 1. Bundesliga da dicembre a gennaio, tornando poi in patria per disputare l'Athletes Unlimited 2022.